# Kirk Lightsey

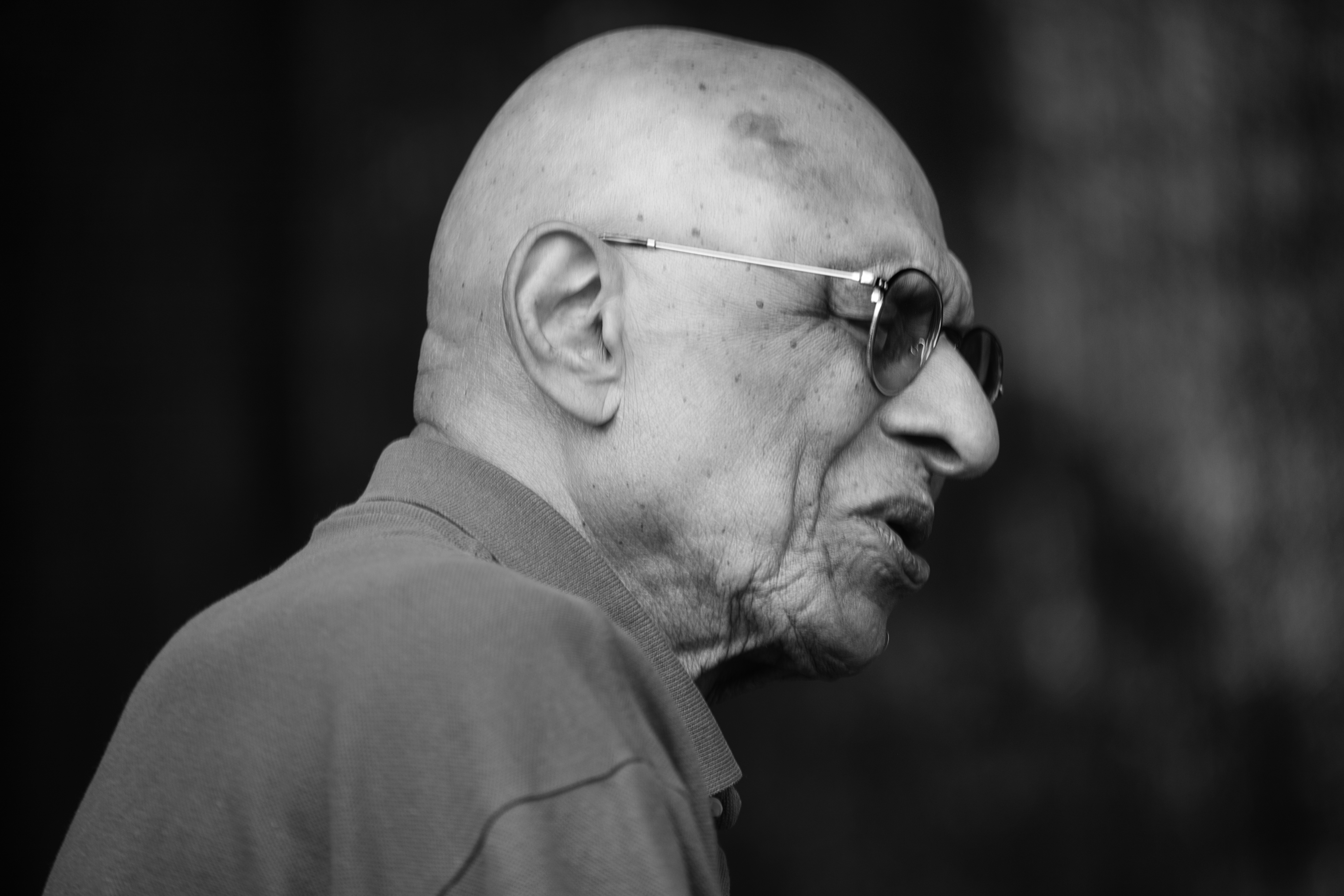
Kirk Lightsey (2024)

Kirkland „Kirk“ Lightsey (* 15. Februar 1937 in Detroit) ist ein US-amerikanischer Pianist und Komponist des Modern Jazz.

## Leben und Wirken
Kirk Lightsey hatte schon als Kind Klavierunterricht und studierte an Schule und College zusätzlich Klarinette. Zu seinen musikalischen Vorbildern aus dieser Zeit gehörten Earl Hines, Fats Waller und Duke Ellington. Er begleitete in Clubs durchreisende Stars, trat während des Dienstes in der US-Army u. a. mit Cannonball Adderley auf und kam zusammen mit Melba Liston nach New York, wo er für Ernestine Anderson arbeitete. In dieser Zeit hatte er ein kurzlebiges Trio mit Rudolph Johnson und Cecil McBee. Später ging er zurück nach Detroit und begleitete in den Motown-Studios viele Popsänger, arbeitete aber auch mit Jazzmusikern zusammen, wie mit Yusef Lateef, Dexter Gordon, Betty Carter, und später auch mit Pharoah Sanders, Bobby Hutcherson, Sonny Stitt und Kenny Burrell. Von 1979 bis 1983 war er Mitglied in Dexter Gordons Band, arbeitete ansonsten meist als freischaffender Musiker.
Seit den 1980er Jahren nahm er eine Reihe von Alben unter eigenem Namen auf; so entstand mit Harold Danko 1984 eine Duo-Produktion mit Wayne-Shorter-Kompositionen. Kirk Lightsey trat auch oft als Solopianist auf.  Außerdem war er Mitglied der Formation The Leaders, der auch Lester Bowie, Arthur Blythe, Chico Freeman, Cecil McBee und Famoudou Don Moye angehörten. Mit dessen Rhythmusgruppe bildete er das Leaders Trio. In den 1980er Jahren war er Begleitmusiker bei Einspielungen auf dem Criss Cross Jazz-Label von Jimmy Raney, Peter Leitch, Brian Lynch und Clifford Jordan.
Kirk Lightsey gehört zu der Generation von Pianisten des Neo-Bop und des neuen Traditionalismus, die in der Tradition von McCoy Tyner spielen. Lightsey charakterisiert sich selbst als einen Pianisten, der ein Bud-Powell-Bewusstsein, ein Art-Tatum-Styling, ein Bebop-Feeling und eine pianistische Auffassung verbindet. Er steht damit in unmittelbarer Nachbarschaft zu Hank Jones oder Tommy Flanagan. I Will Never Stop Loving You, eine intime Solo-Klavieraufnahme, widmete er seiner Frau Nathalie, mit der er in Paris lebt.

## Auswahldiskographie

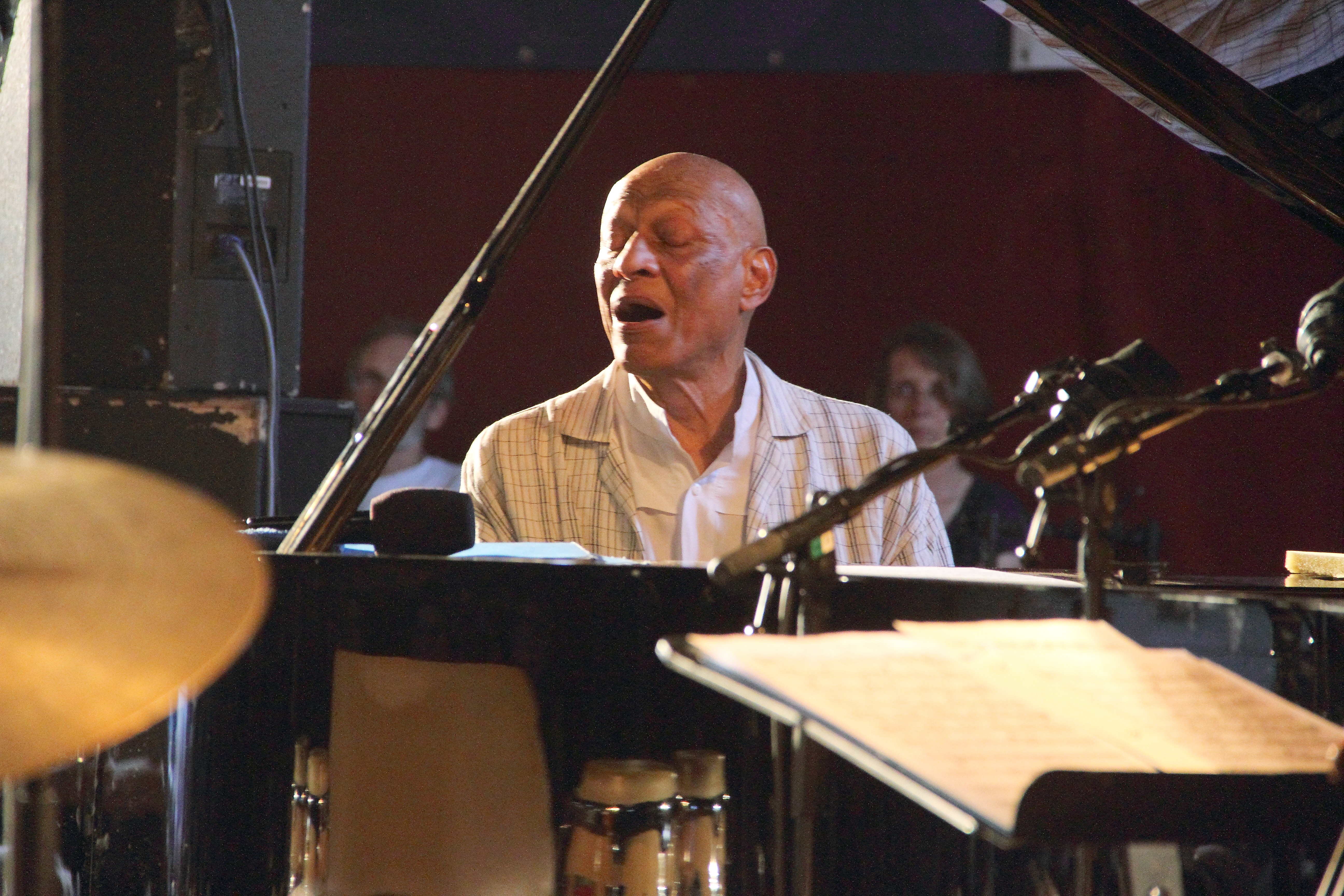
Das Kirk Lightsey / Don Moye Trio auf dem INNtöne Jazzfestival 2017

### Aufnahmen als Leader
- 1983 – Kirk Lightsey / Harold Danko Shorter by Two (Sunnyside)
- 1983 – Kirk Lightsey Trio with Chet Baker Everything Happens to Me (Timeless)
- 1985 – Lightsey Live (Sunnyside)
- 1986 – Everything Is Changed (Sunnyside)
- 1986 – Kirk Lightsey Quintet featuring Marcus Belgrave – Kirk ‘N’ Marcus (Criss Cross)
- 1987 – Temptation (Timeless) mit Freddie Hubbard
- 1990 – From Kirk to Nat
- 1993 – Isotope (Criss Cross, rec. 1983–1991)
- 2004 – The Nights of Bradley’s (Sunnyside) mit Rufus Reid
- 2006 – Estate (Itinera)
- 2008 – Louise Gibbs & Kirk Lightsey Everybody’s Song But Our Own (33 Records)
- 2008 – Lightsey To Gladden (Criss Cross Jazz)
- 2015 – Tibor Elekes, Don Moye, Kirk Lightsey Le Corbu (Unit Records)
- 2017 – Marilena Paradisi & Kirk Lightsey Some Place Called Where (Losen Records)
- 2021 – I Will Never Stop Loving You (Jojo Records) solo

### Aufnahmen als Sideman
- Chet Baker: Groovin’, Comin’, Cool Burnin’, Boppin’ with the Chet Baker Quintet (Prestige, 1965)
- Jeri Brown: Unfolding the Peacocks (1992)
- Sonny Fortune: Monk’s Mood (Konnex, 1993)
- Louis Hayes: The Super Quartet (Timeless, 1994)
- Clifford Jordan:  Two Tenor Winner (Criss Cross, 1984)
- Harold Land: Mapunzi (Concord, 1977)
- The Leaders: Mudfoot (Black Saint, 1986)
- Peter Leitch: Red Zone (Reservoir, 1984/88)
- Bryan Lynch: Peer Pressure (Criss Cross, 1986)
- Jimmy Raney: The Master (Criss Cross, 1983)
- Jim Pepper: Dakota Song (Enja), The Path (Enja)
- Sahib Shihab: It Couldn’t Happen Without You (Soul Note, 1984)
- Woody Shaw: Solid (Camden, 1974–1987)